# I Liceum Ogólnokształcące im. Hetmana Jana Zamoyskiego w Zamościu
I Liceum Ogólnokształcące im. Jana Zamoyskiego w Zamościu – szkoła ponadpodstawowa, mieszcząca się od 1916 roku w gmachu zabytkowej, zbudowanej w stylu wczesnobarokowym, dawnej Akademii Zamojskiej.

## Historia
W 1594 roku hetman wielki koronny Jan Zamoyski utworzył Akademię Zamoyską, aby uczyć młodzież szlachecką i katolicką „myśleć kategoriami obywatelskimi” i przygotować ją do „służby publicznej”. Fakt powołania Akademii zatwierdził bullą tegoż roku papież Klemens VIII, a uroczyste otwarcie uczelni miało miejsce 15 marca 1595 roku. Była to trzecia szkoła wyższa w Polsce – po Uniwersytecie Jagiellońskim i Uniwersytecie Wileńskim. W Akademii wykładano w językach łacińskim i greckim – prawo, medycynę, filozofię i teologię. Pierwszym jej rektorem był Melchior Stefanides.
W roku 1784 Akademia Zamojska została zamknięta przez zaborcze władze austriackie. Przed odzyskaniem niepodległości przez Polskę – w roku 1916 w gmachu Akademii Zamojskiej utworzono I Liceum Ogólnokształcące imienia Jana Zamoyskiego. Wpierw liceum funkcjonowało jako tzw. Realne Gimnazjum Męskie, a dyrektorem szkoły został Kazimierz Lewicki. Pierwsze matury odbyły się w 1922 roku. W czasie wojny (1939–1944) miało miejsce tajne nauczanie licealistów przez Tadeusza Gajewskiego i Stanistawę Żochowską. Gimnazjum zostało wznowione w 1944 roku. W 1992 roku na terenie liceum realizowany był film Grzegorza Królikiewicza Przypadek Pekosińskiego.
Pierwszą kobietą-dyrektorem została Halina Chwiejczak – rusycystka, która pełniła tę funkcję w latach 1997–2002. Drugą kobietą na tym stanowisku jest Bożena Krupa, nauczycielka języka francuskiego, która sprawowałą tę funkcję od 2017 roku. W 2023 roku dyrektorem liceum została Agnieszka Kowal.

## Dyrektorzy
| Lp. | Lata      | Imię i nazwisko dyrektora |
| --- | --------- | ------------------------- |
| 1.  | 1916–1932 | Kazimierz Lewicki         |
| 2.  | 1932–1939 | Adam Szczerbowski         |
| 3.  | 1944–1953 | Michał Bojarczuk          |
| 4.  | 1953–1957 | Kazimierz Mazurek         |
| 5.  | 1957-1971 | Michał Bojarczuk          |
| 6.  | 1971–1992 | Bolesław Hass             |
| 7.  | 1992–1997 | Zygfryd Bielecki          |
| 8.  | 1997–2002 | Halina Chwiejczak         |
| 9.  | 2002–2017 | Zygmunt Kamiński          |
| 10. | 2017–2023 | Bożena Krupa              |
| 11. | od 2023   | Agnieszka Kowal           |

## Nauczyciele
- Lucja Burda (1915-2007)[5]
- Jan Kuna  (1905-1974)[6]
- Teofil Lawgmin (1922-2010)[7][8]
- Michał Pieszko (1917–1966)
- Maciej Rataj (1918–1919)
- Henryk Rodzik (1931-1978)[9]
- Julia Rodzik (1932-2021)[10]
- Stefan Miler (1888-1962)[11]

## Absolwenci[12][13]
- Waldemar Barwiński
- Witold Grabarczuk
- Marek Grechuta
- Henryk Hawrylak
- Tomasz Karski[14]
- Jerzy Leszczyński[15]
- Piotr Linek
- Antoni Listowski
- Piotr Martyniuk
- Anna Moskwa
- Sławomir Nowosad
- Lucjan Olszewski
- Joanna Racewicz
- Jacek Skarżewski
- Leszek Skiba
- Zdzisław Stroiński
- Beata Ścibakówna
- Edward Zając